# Marc Somerhausen
Marc Somerhausen (Elsene, 13 juli 1899 - 14 maart 1992) was een Belgisch volksvertegenwoordiger.

## Levensloop
Somerhausen, zoon van een advocaat, volbracht zijn middelbare studies aan de Deutsche Schule in Brussel. Hij kon tijdens de Eerste Wereldoorlog uit België vluchten en werd oorlogsvrijwilliger bij de artillerie. Na de oorlog promoveerde hij tot doctor in de rechten aan de ULB. Hij studeerde verder aan de University of Wisconsin. Hij leerde er zijn toekomstige vrouw kennen, Anne von Stoffregen.
Hij trad toe tot de Belgische Werkliedenpartij en in 1923 werd hij Belgisch gedelegeerde op het Congres van de Socialistisch Internationale. Na zijn terugkeer werd hij medewerker van Emile Vandervelde.
Hij was socialistisch volksvertegenwoordiger:
- Voor het arrondissement Verviers van 1925 tot 1929 en van 1932 tot 1936, voornamelijk verkozen door de stemmen van de 'Neue Belgier' uit de Oostkantons Eupen-Malmedy.
- Voor het arrondissement Brussel in 1946-1947.

Hij was ook gemeenteraadslid van Elsene in 1946-1947.
In 1940 nam hij weer dienst in het leger. Hij was actief in de luchtafweer, werd krijgsgevangen genomen en bleef in gevangenschap tot het einde van de oorlog.
In 1947 werd hij raadsheer bij de pas opgerichte Belgische Raad van State en in 1966 werd hij Eerste Voorzitter van deze instelling. Hij werd ook buitengewoon hoogleraar aan zijn universiteit (1954-1969).
Adolphe Demeur was zijn grootvader.

## Publicaties
- L'Internationale et les Réparations, 1923.
- Vers l'autonomie culturelle, Parijs, 1938.
- Plaidoyer pour la neutralitré, 1939.
- (samen met Emile Vanhaesendonck,) Compétence du Conseil d'Etat, Brussel, 1947.
- (samen met Emile Vanhaesendonck,) Bevoegdheid van de Raad van State, Brussel, 1950.